# Hệ thập phân
Hệ thập phân (hệ đếm cơ số 10) là hệ đếm dùng số 10 làm cơ số. Đây là hệ đếm được sử dụng rộng rãi nhất trong các nền văn minh thời hiện đại.

## Ký tự hệ thập phân
Hệ thống ký tự các con số dùng để biểu đạt các giá trị trong một hệ đếm. Trong hệ thập phân, 10 ký tự (còn gọi là con số) khác nhau được dùng để biểu đạt 10 giá trị riêng biệt (0, 1, 2, 3, 4, 5, 6, 7, 8 và 9), tức là 10 con số. Những con số này còn được dùng cùng với dấu thập phân - ví dụ dấu "phẩy" - để định vị phần thập phân sau hàng đơn vị. Con số còn có thể được dẫn đầu bằng các ký hiệu "+" hay "-" để biểu đạt số dương và số âm nữa.
Hệ thập phân là một hệ đếm dùng vị trí định lượng (positional numeral system), bao gồm hàng đơn vị, hàng chục, hàng trăm v.v. Vị trí của một con số ám chỉ một phép nhân (mũ 10) với con số ở vị trí đó, và mỗi vị trí có giá trị gấp mười lần vị trí ở bên tay phải của nó.
Số mười là một số đếm, biểu tượng của 10 ngón của hai bàn tay (hoặc bàn chân). Từ "con số" trong nhiều ngôn ngữ trên thế giới có cùng nghĩa ám chỉ đến cấu trúc sinh vật học của ngón tay, hoặc ngón chân. Trong tiếng Việt chữ "phần mười" ám chỉ đến số lượng nhỏ bằng 1/10 của một số lượng nào đó, và "mười lần" ám chỉ đến một số lượng được nhân gấp 10 lần số lượng đang có.
Những ký tự đại biểu cho các con số, hiện đang được dùng phổ biến trên toàn thế giới ngày nay, được các nước châu Âu gọi là bảng chữ số Ả Rập, và các nước ở vùng Ả Rập gọi là bảng chữ số Ấn Độ. Hai nhóm từ này đều ám chỉ đến một nền văn hóa, nơi họ tiếp cận và học hỏi được hệ thống số, lần đầu tiên. Tuy vậy, hình dáng của các ký tự của cùng một hệ số, ở những nơi khác nhau, lại không giống nhau hoàn toàn. Chẳng hạn, trong hệ đếm dùng ở các vùng Tây Ả Rập (nơi hệ thống ký tự châu Âu được lấy ra) khác hẳn với những ký tự được dùng trong các nền văn minh Ả Rập khác.

## Những hệ thống ký tự khác
Có nhiều nền văn hóa dùng, hoặc đã từng dùng, những hệ đếm khác với hệ thập phân. Chẳng hạn, người thổ dân ở các vùng cao nguyên của México Tzotzil dùng hệ nhị thập phân (20) (vigesimal) - do dùng cả 10 ngón tay và 10 ngón chân trong khi đếm - và một số dân Nigeria dùng hệ thập nhị phân (12) (duodecimal). Người dân ở thành phố Babylon dùng hệ lục thập phân (60), và thổ dân châu Mỹ, người Yuki, dùng hệ bát phân.
Hệ thống phần cứng và phần mềm của máy tính cũng dùng một hệ thống riêng, để biểu đạt các giá trị của hệ thập phân, song song với việc dùng hệ thống này lưu trữ các con số, và dùng chúng trong các thao tác số học. Thường thì những thao tác số học này được áp dụng vào các nguồn dữ liệu đã được mã hóa dùng hệ nhị phân biểu đạt số thập phân (số lẻ) (binary-coded decimal), song cũng có các hệ mã thập phân hóa khác hiện đang được dùng (xem IEEE 754r), đặc biệt trong việc kiến tạo và thi hành cơ sở dữ liệu. Thao tác số học trong hệ thập phân trên được dùng trên các máy tính để đảm bảo sự chuẩn xác của các con tính với phân số thập phân, bởi việc dùng phân số nhị phân không đảm bảo được kết quả tính toán như mong đợi. Sự chuẩn xác trong các phép tính này rất quan trọng với các tính toán trong tài chính và trong các ngành khác.

## Phân số thập phân
Phân số thập phân là một phân số có mẫu số với số mũ của 10. Phân số thập phân thường được biểu thị là một số không có mẫu số, dùng dấu thập phân cho vào tử số (với số không dẫn đầu nếu cần), và con số ngay sau dấu phân số có giá trị tương đương với một phân số mẫu số là 10, chẳng hạn.
| Phân số | Số thập phân (Số lẻ) |
| --- | -------------------- |
| {\displaystyle {\begin{matrix}{\frac {8}{10}}\end{matrix}}}={\displaystyle {\begin{matrix}{\frac {8}{10^{1}}}\end{matrix}}}      | 0,8                  |
| {\displaystyle {\begin{matrix}{\frac {833}{100}}\end{matrix}}}={\displaystyle {\begin{matrix}{\frac {833}{10^{2}}}\end{matrix}}} | 8,33                 |
| {\displaystyle {\begin{matrix}{\frac {83}{100}}\end{matrix}}}={\displaystyle {\begin{matrix}{\frac {83}{10^{2}}}\end{matrix}}}   | 0,83                 |
| {\displaystyle {\begin{matrix}{\frac {8}{10000}}\end{matrix}}}={\displaystyle {\begin{matrix}{\frac {8}{10^{4}}}\end{matrix}}}   | 0,0008               |
| {\displaystyle {\begin{matrix}{\frac {80}{10000}}\end{matrix}}}={\displaystyle {\begin{matrix}{\frac {80}{10^{4}}}\end{matrix}}} | 0,008                |
Phần nguyên và phần phân số của các số được tách biệt bởi dấu thập phân. Trong tiếng Anh, thay vì dấu phẩy người ta dùng dấu chấm (.) để làm dấu tách ly phần phân số ra khỏi số nguyên, trong khi tiếng Việt và nhiều ngôn ngữ khác dùng dấu phẩy. Thường những số có giá trị nhỏ hơn 1 được biểu đạt bằng một phân số thập phân với số 0 dẫn đầu, chẳng hạn 0,25 (thay vì {\displaystyle {\begin{matrix}{\frac {1}{4}}\end{matrix}}}). Những số 0 nối theo sau trở thành không cần thiết, dầu vậy trong khoa học, kỹ thuật và kế toán, những số 0 nối theo sau có thể cần phải để lại để biểu đạt mức độ chính xác yêu cầu, đảm bảo sự an tâm về tính chính xác của con số. Tuy 0,080 và 0,08 là tương đương về giá trị, trong kỹ thuật 0,080 ám chỉ đến một đo lường với sai số {\displaystyle {\begin{matrix}{\frac {1}{2000}}\end{matrix}}} = ±0,0005, trong khi 0,08 ám chỉ đến một đơn vị đo lường với sai số {\displaystyle {\begin{matrix}{\frac {1}{200}}\end{matrix}}} = ±0,005 thôi. (Xin xem thêm về số đáng kể).

## Nhóm số
Các số có nhiều con số, đứng trước hoặc sau dấu thập phân, có thể được nhóm lại thành các nhóm có ba con số, bắt đầu từ dấu thập phân, chạy theo hướng về cả hai chiều, trái và phải. Sự phân nhóm thường được thi hành bởi một dấu phẩy hoặc dấu chấm, hoặc một khoảng trống. Việc dùng khoảng trống đã được cân nhắc và đề nghị trong tài liệu SI/ISO 31-0. Việc dùng dấu chấm thay thế cho dấu phẩy, để phân chia phần thập phân, cũng có thể được cân nhắc. Để biết thêm chi tiết, xin xem thêm bài viết về dấu thập phân. Những phương thức biểu đạt tương tự như "12,345", "12.345", "12,345.678", và "12.345,678" gây sự khó hiểu nếu không có một hệ thống phân định về ký hiệu nhất định.

## Các số hữu tỷ khác
Bất cứ một số hữu tỷ nào không thể biểu đạt bằng một phân số thập phân, đều có một số thập phân đặc thù ở phần đuôi được nhắc đi nhắc lại, tạo nên một dãy số thập phân tái diễn.
Số mười là tổng số của hai số nguyên tố, thứ 2 và thứ 4, (3 + 7=10), và là số lớn hơn bình phương của số nguyên tố thứ 2 (32=9), và là số nhỏ hơn số nguyên tố thứ 5 (số 11). Điều này chỉ ra rằng có nhiều phân số thập phân đơn thuần, như sau:
1/2 = 0.5
1/3 = 0.333333... (với số 3 tái diễn)
1/4 = 0.25
1/5 = 0.2
1/6 = 0.166666... (với số 6 tái diễn)
1/8 = 0.125
1/9 = 0.111111... (với số 1 tái diễn)
1/10 = 0.1
1/11 = 0.090909... (với số 09 tái diễn)
1/12 = 0.083333... (với số 3 tái diễn)
1/81 = 0.012345679012... (với dãy số 012345679 tái diễn)
Khi mẫu số là các thừa số nguyên tố, nó còn cho phép những dãy số tái diễn lâu hơn, chẳng hạn trường hợp 7, 13.
Một số hữu tỷ nào đó, tạo nên một dãy số thập phân tái diễn hữu hạn, hoặc vô hạn, đều là hậu quả của một phép tính chia dài, mà trong đó số dư còn lại chỉ là (q-1) những số khác 0, khi số chia là q, hầu cho mô hình tái diễn chỉ nhắc lại q-1 lần. Chẳng hạn phép chia dài {\displaystyle {\begin{matrix}{\frac {3}{7}}\end{matrix}}} sau đây:
```
  3,0 0 0 0 0 0 0 0 |
7                 
                 
- 
2 8 
              |0,4 2 8 5 7 1 4...
    2 0             |
  -
 1 4 
            |
      6 0           |
    -
 5 6 
          |
        4 0         |
      -
 3 5 
        |
          5 0       |
        -
 4 9 
      |
            1 0     |
          -
   7 
    |
              3 0   |
            -
 2 8 
  |
                2 0 |
 vân vân.
```

Một quan điểm đối lập với quan sát trên là mỗi số thập phân tái diễn (recurring decimal) cho ta một phân số hữu tỷ {\displaystyle {\begin{matrix}{\frac {p}{q}}\end{matrix}}}. Đây chính là hậu quả của việc dãy số thập phân tái diễn là một cấp số nhân (geometric series) hữu hạn, và tổng của chúng là một số hữu tỷ. Chẳng hạn:
{\displaystyle 0.0123123123\cdots ={\frac {123}{10000}}\sum _{k=0}^{\infty }0.001^{k}={\frac {123}{10000}}\ {\frac {1}{1-0.001}}={\frac {123}{9990}}={\frac {41}{3330}}}

## Số thực
Mỗi số thực (real number) có một biểu thị thập phân tương ứng (có thể là vô hạn). Có thể được biểu thị theo công thức sau đây:
{\displaystyle x=\mathop {\rm {sign}} (x)\sum _{i\in \mathbb {Z} }a_{i}\,10^{i}}
ghi chú:
- sign() là hàm signum,
- ai ∈ { 0,1,...,9 } đối với tất cả các giá trị i ∈ Z, là con số trong phần thập phân, bằng 0 đối với tất cả các giá trị i lớn hơn một số nào đó (và số đó là lôgarít tự nhiên của |x|).

Tổng này tăng trưởng trong khi i được giảm xuống, và có thể nó là những dãy số của các con số lớn hơn không ai, lặp lại theo tiến trình vô hạn.
Số hữu tỷ (rational number) (ví dụ: {\displaystyle {\begin{matrix}{\frac {p}{q}}\end{matrix}}}) với mẫu số là các thừa số nguyên tố (prime factor), ngoài số 2 và 5 (khi đã được giảm xuống dạng đơn giản nhất), có một chuỗi dãy số thập phân lặp lại đặc thù.
Xem xét các số hữu tỷ có mẫu số là các thừa số nguyên tố, như 2 và 5 - có thể biểu thị bằng {\displaystyle {\begin{matrix}{\frac {p}{2^{a}5^{b}}}\end{matrix}}}. Những số này cho chúng ta một dãy số thập phân hữu hạn. Chẳng hạn:
{\displaystyle {\begin{matrix}{\frac {1}{1}}=1\end{matrix}}}
{\displaystyle {\begin{matrix}{\frac {1}{2}}=0,5\end{matrix}}}
{\displaystyle {\begin{matrix}{\frac {3}{5}}=0,6\end{matrix}}}
{\displaystyle {\begin{matrix}{\frac {3}{25}}=0,12\end{matrix}}}
{\displaystyle {\begin{matrix}{\frac {1306}{1250}}=1,0448\end{matrix}}}
Có những số thực không có một biểu đạt bằng một dãy số thập phân đặc thù, vì chúng còn có thể được biểu đạt bằng một biểu thức khác, gồm có những con số 9 tái diễn, chẳng hạn {\displaystyle {\begin{matrix}1=0,99999...\end{matrix}}} hoặc {\displaystyle {\begin{matrix}{\frac {1}{2}}=0,499999...\end{matrix}}} vân vân.
Những số này gọi là số vô tỷ (irrational number). Chúng có thể có một biểu thị thập phân đặc thù hữu hạn, nhưng cũng đồng thời mang đặc tính là những số có phần biểu thị thập phân vừa hữu hạn, vừa vô hạn.
Nói chung, phần biểu thị thập phân trở nên đặc thù, nếu chúng ta không kể đến những phần biểu thị kết thúc bằng những con số 9 tái diễn.
Đương nhiên, cùng một hệ tam phân pháp (trichotomy) được áp dụng cho các gốc hệ đếm khác của các hệ đếm dùng vị trí định lượng (positional numeral system):
- Biểu thị hữu hạn: số hữu tỷ với mẫu số chia hết cho một số nk nào đó.
- Biểu thị tái diễn: một trường hợp khác của số hữu tỷ.
- Biểu thị vô hạn, bất tái diễn: số vô tỷ.

Một sao bản của hiện trạng này cũng được thấy áp dụng trong các hệ đếm vô tỷ, chẳng hạn như thể dạng golden mean base (???)

## Lịch sử

### Những học giả viết về hệ thập phân
- Khoảng 3500 - 2500 TCN, Đế chế Elam của Iran đã dùng thể thức sơ đẳng của hệ thập phân. [liên kết hỏng]
- Khoảng 2900 TCN, trong các bản chữ tượng hình của người Ai Cập đã có thấy sự tính toán với mũ 10 (1 triệu + 400,000 con dê chẳng hạn).
- Khoảng 2600 TCN, nền văn minh sông Ấn (Bắc Ấn Độ và Pakistan) đã có bằng chứng dùng hệ thập phân trong hệ cân đong trọng lượng dùng các trọng lượng thăng bằng có giá trị: {\displaystyle {\begin{matrix}{\frac {1}{20}}\end{matrix}}} {\displaystyle {\begin{matrix}{\frac {1}{10}}\end{matrix}}} {\displaystyle {\begin{matrix}{\frac {1}{5}}\end{matrix}}} {\displaystyle {\begin{matrix}{\frac {1}{2}}\end{matrix}}}. Xin xem thêm trong mục Cân đong và đo lường trong nền văn minh sông Ấn cổ.
- Khoảng 1400 TCN, có biểu hiện là những học giả của Trung Hoa quen thuộc và thông hiểu quan niệm về số thập phân, chẳng hạn số 547 được viết là "Năm trăm, cộng với bốn mươi, cộng với bảy ngày" trong một số bản viết tay.
- Khoảng 1200 TCN, Ấn Độ cổ, kinh Vệ đà nghi thức tế tự (Yajur-Veda) có liệt kê những con số có mũ 10, đến số 1055.
- Khoảng 450 TCN, nhà ngữ pháp Panini của Ấn Độ – dùng toán tử vô định (null operator) trong ngữ pháp tiếng Phạn.
- Khoảng 400 TCN, Pingala (em trai của Panini) – kiến tạo ra hệ nhị phân trong phép làm thơ tiếng Phạn, với sự sắp xếp tương ứng rõ ràng hệ thập phân.
- Khoảng 100–200, Satkhandagama (hệ thống toán học cổ của Ấn Độ) là một hệ thống dùng lôgarít sớm nhất.
- Khoảng 476–550, Aryabhata (nhà thiên văn học người Ấn Độ) dùng một hệ thống mật mã hóa bằng bảng chữ cái đối với những con số dùng số không (0).
- Khoảng 598–670, Brahmagupta (nhà thiên văn học và toán học người Ấn Độ) giải thích bảng chữ số Ả Rập (hệ thống đương đại) mà trong đó số nguyên, số âm, và số không đã được dùng đến.
- Khoảng 780–850, Muḥammad ibn Mūsā al-Ḵwārizmī (nhà bác học người Ba Tư) là người đầu tiên trình bày chi tiết về algorism dùng hệ thập phân ở ngoài Ấn Độ.
- Khoảng 920–980, Abu'l Hasan Ahmad ibn Ibrahim Al-Uqlidisi (nhà toán học người Ả Rập) được biết là người sớm nhất áp dụng trực tiếp phương pháp toán học đối với phân số thập phân (decimal fraction).
- Khoảng 1300–1500, Trường Kerala (dạy toán và thiên văn học) ở miền Nam Ấn Độ) dạy số thập phân với dấu chấm động (decimal floating point number).
- 1548/49–1620, Simon Stevin (nhà toán học và kỹ sư người vùng Vlaanderen - phía Bắc nước Bỉ) viết cuốn De Thiende (Phần mười).
- 1561–1613, Bartholemaeus Pitiscus (nhà lượng giác học, thiên văn học và thần học người Silesia) có khả năng đã dùng dấu thập phân (decimal point notation).
- 1550–1617, John Napier (nhà toán học, vật lý học, thiên văn học người Scotland) dùng lôgarít thập phân làm công cụ tính toán.

## Cách diễn đạt trong ngôn ngữ
Một số ngôn ngữ diễn đạt thẳng số thập phân theo kiểu, ví dụ số 11 được gọi là "mười-một" (10+1) và 23 được nói là "hai-mươi-ba" (2x10+3); cách diễn đạt này có trong các tiếng Trung Quốc - ngoại trừ tiếng Ngô (吳語) - và cũng có trong tiếng Việt, với một vài biến âm (euphony) ("mười" thành "mươi", "năm" thành "lăm", "một" thành "mốt"...) hay nuốt âm (elision) ("hai mươi mốt" thành "hăm mốt"). Nhật Bản, Hàn Quốc và Thái Lan đã nhập nội hệ thập phân từ tiếng Trung Quốc. Nhiều ngôn ngữ khác, có hệ thập phân cài đặt sẵn, có những chữ dành riêng cho "chục" và "thập niên".
Trong các ngôn ngữ của người dân bản xứ châu Mỹ, như tiếng Quechua và tiếng Aymara, các từ đếm của hệ thập phân hầu như được dùng trực tiếp, chẳng hạn 11 được bày tỏ là "mười với một", hoặc 23 được nói là "hai mười với ba".
Nhiều nhà tâm lý học cho rằng những sự bất thống nhất (bất thường) về số học trong một ngôn ngữ nào đó, sẽ gây sự yếm thế trong khả năng tính toán của trẻ con, làm giảm khả năng tính toán của chúng.